# 서산 해월사 목조관음보살좌상 및 복장일괄
서산 해월사 목조관음보살좌상 및 복장일괄(瑞山 海月寺 木造觀音菩薩坐像 및 服裝一括)은 대한민국 충청남도 서산시 해월사에 있는 조선시대의 불상이다. 2011년 7월 20일 충청남도의 유형문화재 제213호로 지정되었다.

## 개요
서산 해월사에 봉안되어 있는 관음보살좌상은 1726년에 경상도 동관거음에 거주하는 최협, 해숙, 덕삼이 조성한 불상으로 조성 원문 내용에 의하면, 옹정 4년 아미타불 1존과 관음보살 2존을 조성하였다고 적혀 있다. 당시 조성한 관음보살상 2존 중 1구가 해월사 목조관음보살좌상이며, 다른 1구는 수덕사근역성보관에 보관되어 있는 삼길암 목조관음보살좌상(충남 유형문화재 제172호)이다.
해월사 관음보살상과 삼길암 관음보살상을 비교해보면, 상 크기와 수인, 착의법 등이 거의 같지만 해월암 관음보살상은 삼길암 관음보살상의 온화한 상호와 다르게 상 눈과 입이 크고 위로 살짝 올라가고 볼의 살의 볼륨감이 없어 서로 다른 인상을 하고 있다. 해월암 목조관음보살좌상에서는 1726년 조성원문 외에도 1817년에 개금 중수를 기록한 원문도 함께 나왔다.
해월사 목조관음보살좌상은 양식상 조선 후기 보살상의 양식을 잘 반영한 상으로, 원문을 통해 18세기 전반에 경상도에서 활동했던 조각승이 충청남도까지 와서 불상을 조성했다는 사실과 이후 중수 개금을 통한 불상의 변화 사실을 유추해 볼 수 있는 중요한 작품이다.
현재 충청남도 유형문화재로 지정되어 있는 삼길암 관음보살상과 1726년 동시에 제작되었고 이후 1817년 개금 중수 시 불상의 상호를 중수되었다는 불상의 조성, 중수 등의 일련의 과정을 보여주는 좋은 작품으로 역사적 예술적 가치가 커 충청남도 유형문화재로 지정되었다.

## 같이 보기
- 해월사

## 참고 자료
- 서산 해월사 목조관음보살좌상 및 복장일괄 - 국가유산청 국가유산포털